# Rada Kobiet w rolnictwie
Rada Kobiet w rolnictwie – organ pomocniczy Ministra Rolnictwa i Rozwoju Wsi, powołany w celu analizy bieżącej sytuacji na obszarach wiejskich, rekomendowanie różnego rodzaju inicjatyw i wspieranie akcji społecznych związanych z szeroko rozumianą sytuacją kobiet na terenach wiejskich.

## Zadania Rady
Do zadań Rady należy:
- analiza bieżącej sytuacji kobiet na obszarach wiejskich i identyfikowanie problemów w tym zakresie;
- rekomendowanie i podejmowanie inicjatyw w zakresie polepszania lub wzmacniania pozycji i roli kobiet na obszarach wiejskich i ich aktywizacji, a także przeciwdziałanie dyskryminacji w szczególności kobiet ze szczególnymi potrzebami (niepełnosprawnych);
- inicjowanie i wspieranie akcji społecznych, szkoleń, debat, konferencji oraz programów i kampanii społecznych, podnoszących świadomość społeczną w zakresie praw kobiet;
- opiniowanie projektów aktów prawnych dotyczących obszarów bezpośrednio lub pośrednio związanych z równouprawnieniem i sytuacją kobiet i dziewcząt;
- współpraca z komórkami organizacyjnymi w Ministerstwie Rolnictwa i Rozwoju Wsi, oraz jednostkami podległymi Ministrowi lub przez niego nadzorowanymi w zakresie działań na rzecz równości i respektowania praw kobiet, w tym dotyczących polityki rodzinnej, dostępności opieki zdrowotnej, profilaktyki zdrowia psychicznego, ochrony przed przemocą, aktywizacji zawodowej i równouprawnienia we wszystkich dziedzinach życia;
- wspieranie i rekomendowanie działań mających na celu promowanie dobrych praktyk w rolnictwie i przetwórstwie, ekologicznej żywności, dziedzictwa i kultury wsi, pozytywnych aspektów życia na terenach niezurbanizowanych;
- podejmowanie innych działań bezpośrednio lub pośrednio związanych z szeroko pojętą sytuacją kobiet w rolnictwie.

## Skład Rady
W skład Rady wchodzą:
- przewodniczący – członek Kierownictwa w Ministerstwie, wyznaczony przez Ministra;
- zastępca przewodniczącego – wybierany przez Radę spośród członków Rady;
- sekretarz – wyznaczony przez przewodniczącego pracownik Departamentu Oświaty i Polityki Społecznej w Ministerstwie.

Po jednej przedstawicielce z:
- Kasy Rolniczego Ubezpieczenia Społecznego,
- Agencji Restrukturyzacji i Modernizacji Rolnictwa,
- Krajowego Ośrodka Wsparcia Rolnictwa,
- jednostek doradztwa rolniczego,
- Narodowego Instytutu Kultury i Dziedzictwa Wsi,
- przedstawicielki z ogólnopolskich, zarejestrowanych organizacji rolniczych, przetwórczych oraz samorządu rolniczego,
- przedstawicielka kół gospodyń wiejskich,
- przedstawicielka jednostek samorządu terytorialnego,
- przedstawicielki kobiet działających na rzecz rozwoju obszarów wiejskich;

Rada składa się z nie mniej niż 30 członków. Kadencja Rady trwa 3 lata.

## Zadania Przewodniczącego Rady
Do zadań Przewodniczącego Rady należy:
- zwoływanie posiedzeń Rady z własnej inicjatywy lub na pisemny wniosek co najmniej 5 członków Rady;
- przewodniczenie posiedzeniom Rady;
- ustalanie harmonogramu i porządku posiedzeń Rady, z uwzględnieniem wniosków zgłaszanych przez członków Rady.

Wydatki związane z działalnością Rady są pokrywane z budżetu państwa, z części 33 – Rozwój wsi, dział 750 – Administracja publiczna, rozdział 75001 – Urzędy naczelnych i centralnych organów administracji rządowej.

## Skład osobowy Rady
- przewodniczący – Anna Gembicka, Sekretarz Stanu w Ministerstwie Rolnictwa i Rozwoju Wsi[4],
- zastępca przewodniczącego – Justyna Rupniewska
- sekretarz – Edyta Cieślak, Zastępca Dyrektora Departamentu Oświaty i Polityki Społecznej w Ministerstwie Rolnictwa i Rozwoju Wsi

Członkowie jednostek szczebla centralnego:
- Kasy Rolniczego Ubezpieczenia Społecznego – Aleksandra Hadzik, Prezes
- Agencji Restrukturyzacji i Modernizacji Rolnictwa – Halina Szymańska, Prezes
- Krajowego Ośrodek Wsparcia Rolnictwa – Małgorzata Gośniowska-Kola, Zastępca Dyrektora Generalnego
- jednostek doradztwa rolniczego – Anna Dudkiewicz, Zastępca Dyrektora CDR w Brwinowie
- Narodowego Instytutu Kultury i Dziedzictwa Wsi – Katarzyna Saks, Dyrektor